# Angus, stringi i przytulanki (powieść)
Angus, stringi i przytulanki (ang. Angus, Thongs and Full-Frontal Snogging) to powieść dla nastolatek napisana przez brytyjską pisarkę Louise Rennison. Jest to pierwsza książka z jej cyklu pt. Zwierzenia Georgii Nicolson. Powieść została nagrodzona złotym medalem Nestlé Smarties Book Prize, była nominowana do Branford Boase Award oraz znalazła się na 127. miejscu w ankiecie The Big Read przeprowadzonej przez BBC, której celem było znalezienie ulubionej książki Brytyjczyków. Otrzymała również tytuł Printz Honor Book w 2001 roku.
W lipcu 2008 roku w Stanach Zjednoczonych i Wielkiej Brytanii miała premierę ekranizacja powieści pt. tym samym tytułem. Reżyserem filmu była Gurinder Chadha. 

## Opis fabuły
Powieść została napisana w formie pamiętnika prowadzonego przez jej główną bohaterkę, Georgię Nicolson. Georgia mieszka w Anglii wraz ze swoją rodziną – matką Connie, ojcem Bobem, trzyletnią siostrą Libby oraz kotem Angusem, znalezionym przez jej rodzinę na wakacjach w Szkocji. Pewnego razu Angus wpada w kłopoty przez państwo Across the Road (pol. Z Naprzeciwka), pudla Prata i jego kocią dziewczynę Naomi, natomiast Georgia zakochuje się w chłopaku o imieniu Robbie (którego nazywa Bogiem Seksu), członkiem szkolnej kapeli. Nastolatka początkowo nie bierze pod uwagę tego, że Robbie jest już w związku z blondynką Lindsey, odwieczną rywalką Georgii. Z pomocą swoich przyjaciół – Ellie, Rose i Jasa oraz poprzez udział w zajęciach całowania u Petera Dyera dziewczyna postanawia odbić chłopaka. Dziewczynie w końcu udaje się odbić chłopaka, jednak nie wszystko idzie zgodnie z planem.